# Damas-et-Bettegney
Damas-et-Bettegney é uma comuna francesa na região administrativa do Grande Leste, no departamento de Vosges. Estende-se por uma área de 15.07 km². Em 2010 a comuna tinha 372 habitantes (densidade: 24,7 hab./km²).